# FNS25時間テレビ
『FNS ALLSTARS あっつい25時間テレビ やっぱ楽しくなければテレビじゃないもん!』（FNS ALLSTARS あっつい25じかんテレビ やっぱたのしくなければテレビじゃないもん）は、フジテレビ系列で2005年7月23日（土曜日）19:57 - 7月24日（日曜日）20:54（JST）まで生放送された19回目となる『FNS25時間テレビ』。番組名は、2001年（第15回）の『FNS ALLSTARS 27時間笑いの夢列島』と、2004年（第18回）のテーマ『楽しくなければテレビじゃないじゃ〜ん!!』を合体させている。

## 主な出演者

### 総合司会
- 笑福亭鶴瓶

### 進行
- 西山喜久恵（フジテレビアナウンサー）
- 高島彩（当時・フジテレビアナウンサー）
- 青木さやか（かつてアナウンサー志望だったことから、この番組内限定で「フジテレビアナウンサー」の肩書きが付いた）

### その他
- ココリコ（遠藤章造・田中直樹）（鶴瓶の「ハプニング」による中継リポーター）
- 森昭一郎（お笑いマラソン　実況・リポーター）
- 八嶋智人（テレビヤの種&FNSあっついテレビ局決定戦 予選ラウンド トリビアの温泉 司会）
- 三宅正治（フジテレビアナウンサー、自衛隊・米軍大運動会　実況）
- 水内猛（自衛隊・米軍大運動会　解説）
- 福井謙二（当時・フジテレビアナウンサー、細木数子VS堀江貴文・Special Talk対決 司会）
- 杉本清（FNSあっついテレビ局決定戦 決勝ラウンド&トーナメント準々決勝/準決勝/決勝戦・全7試合 実況）
- 山中秀樹（当時・フジテレビアナウンサー）
- 遠藤玲子（フジテレビアナウンサー）
- 田淵裕章（フジテレビアナウンサー）
- 平井理央（当時・フジテレビアナウンサー）
- 宮瀬茉祐子（当時・フジテレビアナウンサー）

ほか

## 概要
この年は例年より2時間短い放送時間となった。
同年6月6日放送の「お台場明石城」でこの番組の制作統括の一人である水口昌彦が前年より1時間短い「26時間テレビ」でさんま出演のコーナーを作ると発表したが、その翌週の6月13日放送の同番組でさらに1時間削って「25時間テレビ」として放送することを発表した。
番組開始が19時57分となったのは、総合司会である笑福亭鶴瓶が、当時日本テレビにて19時から放送されていた「世界!超マネー研究所」に出演していた為である。よって例年より放送時間が短くなった。
当初『FNS ALLSTARS25時間テレビ』が正式タイトルとして発表されていたが、放送直前に「あっつい」がタイトルに入りそのタイトルになった。
総合司会の鶴瓶は過去の『FNS27時間テレビ』で数々の「事件」を引き起こしていた。そのため、制作発表で
1. 「本番中に酒を飲まない」
2. 「本番中に寝ない」
3. 「本番中に脱がない」
4. 「本気で怒らない」
5. 「1つでも多くの企画を実行する」の5つのことを約束させられた。

「1つでも多くの企画を実行する」ためフジテレビ全社員から企画を募集し、コーナー冒頭で企画者の氏名が表示された。すべてのキャストをお笑い芸人が演じるドラマ企画『THE WAVE!』や『トリビアの泉』など人気番組のスペシャルバージョンが放送された。なお、今回のFNSあっついテレビ局決定戦の1回戦として行われたトレビアの温泉の視聴者投票は携帯電話からでも出来る様になっていた。メニューから始まりテレビ→フジテレビそして25時間テレビの順に進んで行くとあっついボタンが登場。視聴者も藤岡弘、の声が入ったあっついボタンを押せると言う。

## コーナー・企画

### 鶴瓶逃走劇
小松純也が人事異動でバラエティ番組の制作から一旦離れることが決まっていた（その後、共同テレビへの出向を機にバラエティの現場へ復帰している）為に、総合演出を担当する事になった。小松は鶴瓶に総合司会を依頼したが、鶴瓶は重圧に思って「軽く出来ないか」と訴えた。その答えとして提案されたのが「鶴瓶が逃げ回る」という設定の中継企画（要するにコント及び通しコーナー）だった。この逃走劇が約20時間行われ、総合司会である鶴瓶が番組の大半でスタジオにいない事態となった。

### ドラマTHE WAVE!
明石家さんま主演のドラマ。実時間とドラマの中の時刻が同時進行する設定で、1話辺り5分から10分の放送であった。また、ドラマの特徴として、キャストのほとんどをお笑いタレントが占めている。

### グランドオープニング
- 出演:笑福亭鶴瓶、西山喜久恵、高島彩、青木さやか

タイトルコールを言う競争で、青木さやかと高島彩が早口言葉で競う。高島が勝ち、タイトルコールを言う。
オープニングは自衛隊・米軍大運動会を提案した土谷英明の「企画誕生のその意味」と「本番組の開会宣言」のダブル宣言で幕が開いた。
ドラマ THE WAVE! Episode-1

### テレビヤの種 第1部
- 出演:タモリ、八嶋智人、高橋克実（終盤のみ）

『トリビアの泉』のコーナー「トリビアの種」のスペシャル版。フジテレビスタッフがやってみたいと思う企画を紹介。
「アナウンサーにバカはいらん!」→「今夜復活!スターどっきり㊙報告」
- 司会:笑福亭鶴瓶、青木さやか
- 進行:牧原俊幸

企画した山中秀樹自らが出題して、アナウンサーの中から一番成績の悪い者を人事異動させる。人事異動免除にするにはフルマラソンを完走しなければならないという内容の企画を行っていたが、これは山中アナへのドッキリの前振りだった。山中は決勝（人事異動者決定戦）にお手本という形で参加させられ、山中が最下位になるように仕組まれた（他の参加者は答えを事前に知っていた）クイズで最下位となり、人事部へと連れ去られた（ところが最初の2問で間違うシーンが起きて久々のドッキリ且つ生実行に対応出来なかった。この事に放送終了後、一部の放送局で謝罪する形となった）。もし、万が一に女子アナが人事異動免除フルマラソンに挑んだ場合には次の番組に代替アナを立てていた。内田恭子アナは「すぽると!」、中村仁美アナは「真夏の爆笑ヒットパレード」、戸部洋子アナは「笑っていいとも!」や「お台場生明石城」、斉藤舞子アナはどっきり恒例の寝起きリポート、新人の平井理央アナはフジテレビ新人アナ披露のそれぞれで代替アナを立てていた。この他の候補アナもフルマラソンに挑んだ場合には次の番組に代替アナも立てていた。伊藤利尋アナは「めざましテレビ」、佐々木恭子アナは「今夜も眠れない」や「お台場明石城 生スペシャル」、高島彩アナは「総合司会」や「めざましテレビ」、中野美奈子アナは「めざましテレビ」、渡辺和洋アナは「細木が斬る!直前リポート」や「笑っていいとも!」等と分かっているだけで以上の企画・コーナーが関わっていた。
THE WAVE! Episode-2
大嫌いをやっつけろ!
鶴瓶に大嫌いな鯖を食べさせようとしたが、鶴瓶がこれを拒否し「逃亡」。ここから「逃亡する鶴瓶を追跡する」中継企画が始まり、総合司会の鶴瓶は中継での出演になる。

### テレビヤの種 第2部
「戦後60周年平和祈念 自衛隊・米軍大運動会 〜Japan U.S Frendship Sports day SUMMER〜」
- 実況：三宅正治
- リポーター：春日由実、島田彩夏
- ゲスト：水内猛（放送席も）、マイケル（VTR）
- 専属解説：前田忠男二等陸佐（陸上自衛隊）

戦後60年と今後の世界平和を祈念して開催。日章旗と星条旗が見守る会場に日本からは、陸上自衛隊勝田駐屯地の施設学校生徒隊と弘前駐屯地の第39普通科連隊の連合軍が、米国からは第9域支援コマンド（なお、八嶋は米軍メンバーの名前を目を追いながら言っていた。）、各17人ずつの合計34名が2種目に参加した。開会宣言では戦争体験者の日米代表（米国からはフランク・ハイグラー（同時通訳には藪又景子）、日本からは遠藤喜義）がそれぞれ挨拶をした。
オープニングを担当したのは北海道から陸上自衛隊の和太鼓仁愛太鼓部の選抜10名が担当していた。
各競技開始時には日米の自衛隊音楽隊が登場した。日本からは陸上自衛隊の中央音楽隊（オープニングでは「大空」を演奏）・米国からは在日米陸軍軍楽隊の第39普通科隊（オープニングでは「Army Goes Rolling Along（アーミー・ゴース・ローリング・アロング）」を演奏）それぞれ24人ずつの合計48名が登場した。
メンバーがステージに行く時には日本の自衛隊は敬礼／米国の在日米陸軍は一礼と日米違う形で挨拶していた。入場曲も日本の自衛隊は自衛隊・凱旋曲／米国の在日米陸軍はアメリカン・ソルジャーマーチと此方も日米違う形で曲を演奏していた。
日本の自衛隊のメンバーは浜中博之・田原宏一・佐々木啓太・竹林幸二・成田繁美・長浜聡・野田頭健太郎・棟方美暢・齋藤啓明・下本剛史・草刈銀河・佐々木宗人・杦木恵太・千葉晃生・根市淳・原田一希・細木隆洋の合計17名。
米国の在日米陸軍のメンバーはアーロン・ロビド、N・マックスフィールド、シェーン・ホプソン、ジョン・フランシス、ジョバンニ・アリセア、ロバート・ラブレース、スコット・ヘーグ、ライアン・ガーキー、オスカー・ガリアノ、ロバート・ロスマン、ジェームス・ヴァンミーター、ブライトン・ウィリアムス、ティム・ウィグルスワース、ヘスース・デュロン、ダニエル・カーター、チャド・ハイランド、ダニエル・ソムスのこちらも合計17名。
1. 「オブスタクルリレー」（第1障害:「匍匐前進障害」・全長は18m(前後の出入口も含めると総全長は20mとなっている。90 cm→60 cm→30cmと徐々に高さが低くなる。第2障害:「うんてい障害」・全長は12mあってバーの太さは6cm。握力が重要。第3障害:「トリプル壁越え障害」・第１障害の匍匐前進同様に全長は18m。3つの大きな壁。2m10cm→2m40cm→2m70cmと徐々に高くなる。第4障害:「土嚢除去→担架搬送」・20 - 25kgの重さの土嚢を除去した後に担架搬送。その間にもタイヤ障害やアップダウンが設けられている。全長の27mは全ての障害の中で最長。第5障害:「ロープ登り」・第4障害の担架搬送で搬送された競技者が10m上のフラッグまで登る。この5つの障害に水内・マイケルがレース前に全て挑戦したが音を上げる程に相当に厳しかったという。水内に至っては腕がまだ厳しい状態で解説をしていたと言う）
2. 「究極の綱引き」（リレーの差によってハンデが付けられた状態で綱引き。先頭の人間が4m引っ張られた方の負け）。

最後にタモリ・八嶋が自衛隊と米軍のパフォーマンスに笑いながらも驚いて高橋も登場していた（必要不可欠の笑いが起きたのは最初のトリビアのスタジオでの2回のみ（1回目は八嶋が自分の服に所謂、駄目出しを出して2回目はタモリが米軍が大変な時期に来てくれた事に驚いてトリビアのスタジオでそれぞれ笑っていたシーン）で後は全て笑いのシーンは一切なしの超真剣な運動会となっていた）。
THE WAVE! Episode-3

### 細木が斬る!≪細木数子VS堀江貴文≫
- 出演:細木数子、堀江貴文、ネプチューン（名倉潤・堀内健・原田泰造）
- 進行:福井謙二

『細木数子の人生ダメだし道場』の生放送版。このコーナーで当時ライブドアの社長だった堀江がフジテレビに久々に出演した（ライブドアでは、堀江はライブドアからフジテレビまでマラソンし、途中の芝浦からお台場までは船で渡る模様を特設掲示板を設けて中継した）。
同社広報の乙部綾子もフジテレビ初出演。堀内健は乙部の本（エッセイ）を持っていた。細木が既婚者である乙部に「いい人できるわよ」と発言したり、ライブドアを「ドア」扱う会社だと誤認するなどの場面もあった。
THE WAVE! Episode-4

### トリビアの温泉 夜の部 第1ブロック
「テレビヤの種」と同様に『トリビアの泉』のスペシャルバージョンである。第16回2005FNSスーパーカップを兼ねた「FNSあっついテレビ局決定戦」の第1回戦として、1ブロックにつき4局が、中継を交えながら地元のトリビアを紹介。一番支持を集めた局だけがお台場・フジテレビで行われる決勝トーナメント進出が決定（準々決勝進出は8局）。
- トリビアプレゼンター:高橋克実、八嶋智人、西山喜久恵
- 品評委員長:島田紳助
- ゲスト:石原さとみ
- 審査員:今田耕司、矢口真里、ビビる大木、くりぃむしちゅー（有田哲平・上田晋也）、キャイ〜ン（天野ひろゆき・ウド鈴木）、荒俣宏

「鶴瓶逃走劇」と同様に、今年の『FNS25時間テレビ』の通しコーナーとして行われた。
通常の同番組とは異なり、ナレーションが藤岡弘、、背景が炎を基調とした赤色、得点単位は「へぇ」ではなく「あっつい」（ボタンを押した時の効果音も藤岡が叫ぶ「あっつい」）。八嶋智人曰く「紳助がパネラー席に座るのは、TBS系『わくわく動物ランド』以来」。また、関西テレビの千草宗一郎社長（当時）やトリビア「トラに襲われたアナウンサーがいた」(桑原征平を20年ぶりにトラが襲撃)を、紳助と今田耕司がいじっていた。
品評委員長は通常の同番組で務めているタモリではなく、特別に島田紳助が務めた。また、タモリは「トリビアの温泉」に出演していないが、「テレビアの種」「笑っていいとも!増刊号 生スペシャル」で『FNS25時間テレビ』に出演している。
また、紳助の『FNSの日』の出演は1989年以来の16年ぶりとなる。
そして、ゲストとして出演した石原は『怪談スペシャル 契り』の番宣も兼ねていた。
オープニングカードとして行われた第1ブロックは関西テレビ・富山テレビ・石川テレビ・テレビ新広島の4局による決戦の末、1992年の全国一斉公開模試試験覇者の関西テレビが2回戦(準々決勝)進出を決めた。なお、第1ブロックの視聴者投票の得票数はKTVが753,131票、BBTが289,482票、ITCが453,100票、TSSが338,540票と第1ブロックの4局だけで1,834,253票にも上った。
トリビア終了後、紳助が超特急で走って「すぽると!」のスタジオに向かった。

### 紳助のすぽると!
- 司会:三宅正治、内田恭子、高樹千佳子
- スペシャルキャスター:島田紳助
- ゲスト:中居正広（SMAP・当時）
- アスリートゲスト:金本知憲（阪神タイガース・中継ゲスト）、清原和博（VTRゲスト）、松下紗耶未（アテネオリンピックアーチェリー代表／ミキハウス所属）

中継ゲストで金本を迎え、この日阪神甲子園球場で行われたオールスターゲームの第2戦(ナレーションには福ノ上達也氏が担当していた。)を中心にサッカー、大相撲、世界水泳の結果が放送された。なお、中継した関西テレビのスタジオは「スーパーニュース」のスタジオを「すぼると!」的にアレンジしていたと言う。
なお、すぽると!からのトリビアは「阪神タイガースの金本知憲と人気司会者の島田紳助は仲が良い。」であった。
「体感!すぽると」では、松下を迎えての紳助と中居のアーチェリー対決、卓球バッティングマシンとの対決をした。
THE WAVE! Episode-5
放送直後のスタジオはTHE WAVE!の緊迫感に紳助、中居、内田、三宅、高樹の5人を始めスタジオにいる全てのすぽると!スタッフがその緊迫感に言葉を失って唯々と呆然と立っていた。

### さんま・中居・鶴瓶の今夜も眠れない
- 出演:明石家さんま、中居正広（SMAP）、島田紳助（鶴瓶の代役）、佐々木恭子

「すぽると!から強引に引っ張ってこられた」体で紳助が引き続き「鶴瓶の代役」として登場。さんまと紳助という、新人時代から何かと縁の深い2人が久々に顔を合わせたことから、2人の下積み時代の苦労話や恋愛話に終始する。昔の「オレたちひょうきん族」でネタにした『洗濯女』はマジ話だった、さんまの付き合っていた『銀ちゃん女』、紳助の恋人と別れる時に公園のボートに乗りに行く癖、下積み時代のスーパーやプールでの営業での無茶、互いの親のイタイ話などを披露。
鶴瓶中継
鶴瓶は2003年のこの企画の際に「事件」を起こしており、この時レポートを務めていたココリコが追跡役として「駆り出され」、「真夜中の大かま騒ぎ」の衣装で登場した。鶴瓶はとある公園の公衆便所の一室にこもっており、代役に紳助が来たのに驚いたものの、何だかんだと言って表に出ようとしなかった。業を煮やしたココリコ・田中は、最終手段として用意していたシャワーを鶴瓶の頭に向けて噴射、驚いた鶴瓶は慌てて服を脱ぎ散らかした末にドアを開けて、ずぶ濡れのまま再び逃走した。この一部始終に対し紳助は「これ、どうなれば正解なん?」と呆然としていた。

### 真夜中の大かま騒ぎ
恋のかま騒ぎ（『めちゃ²イケてるッ!』のコーナー）のスペシャル版。
- ゲスト:明石家さんま、中居正広（SMAP）
- 演出上、「笑福亭鶴瓶、ココリコは本来は出演する予定」（実際に鶴瓶の席も、着る予定だったアイドル風衣装と共に置かれていた）。

今田耕司は「今夜も眠れない」のさんまと紳助をライオン同士が「甘噛みしている」と喩えた。オスライオン（さんま）は引き続き登場するもメスライオン（紳助）だけでもいない事に胸をなで下ろす。
このコーナー内で加藤浩次と佐野瑞樹がドイツでの買春行為を示唆する発言をしたことが問題となった。
山中秀樹・人事異動免除マラソンスタート
- 出演:ナインティナイン（岡村隆史・矢部浩之）、よゐこ（濱口優・有野晋哉）、極楽とんぼ（加藤浩次・山本圭壱）
- 進行:西山喜久恵、高島彩、青木さやか、森昭一郎

昨夜の復活ドッキリにより人事局預り状態になった山中アナが42・195km先のフジテレビに向けて走るこのマラソン。スタートから新人の田淵アナが一緒に走る事となり山中アナが途中でリタイアした場合には自身のアナウンサー人生が絶たれて田淵アナの最後の大仕事とも言える新人アナ恒例の提供読みの仕事も奪われると言う二重の責任を山中アナは背負ってマラソンに挑む事となった。
鶴瓶中継
ココリコが加藤浩次の自宅を訪問、そこで鶴瓶が子供と遊んでいるのを発見した。加藤がドイツでの「セルビア・モンテネグロとの対戦」を妻のカオリちゃん（緒沢凛）に謝罪させられるどさくさに紛れて、鶴瓶はまたしても逃走。
F1第10戦・ドイツグランプリ 予選
こんなものやんなきゃダメだ!のコーナー
- 進行:西山喜久恵
- 出演:FUJIWARA、次長課長

「テレビヤの種」に入るほどではないが…という企画を紹介するコーナー。

### めざましテレビスペシャル
- 出演:大塚範一、高島彩、中野美奈子、青木さやか、石本沙織、軽部真一、伊藤利尋、皆藤愛子、戸部洋子、長谷川潤、太田在、木下ココ、臼田あさ美、みさきゆう、ジュリアナ、麗菜、ジェシカ、徳澤直子
- ゲスト:爆笑問題（太田光・田中裕二）

爆笑問題の太田光がフジテレビの7階屋上庭園「めざましランド」（めざまし体操キャラバンに使われていた当時の日産の車も公開していた。）で「24時間テレビ 「愛は地球を救う」」の募金のパロディーコントを展開し、爆笑問題の「私だけのシーン」では太田の少年時代が当時の校長先生等によって赤裸々に告白され、「当時の学校の同級生だった4人が新潟競馬場で」という田中の写真が公開された。
イマドキ娘。達による浴衣ファションショーも同時開催していた。
「きょうの生わんこ」は通常の犬メインではなく、「鶴瓶中継」。生中継で紹介している犬の後ろで笑福亭鶴瓶がゴミ袋を着ている姿が映された（なお、わんこは三重県松阪市のわんこで生わんこは史上初めての事であった）。

### FNNスーパーこどもニュース
- 司会:安藤優子、田村淳（ロンドンブーツ1号2号）
- リポート:田村亮（ロンドンブーツ1号2号）
- 出演:木村太郎、須田哲夫、石原良純、永島昭浩、西山喜久恵、青木さやか

1998年（第12回）の『報道2001 〜もう大人には任せておけないスペシャル〜』以来、7年ぶりの報道番組。ニューヨーク・ヤンキースの松井秀喜がVTR出演。出演者として木村太郎の孫ら小学生の子供達が登場した。他にも地震等の内容も流していた。青木さやかと西山喜久恵がこの番組の最後にキャスター読みで対決した。

### トリビアの温泉 朝の部 第2・3ブロック
- トリビアプレゼンター:八嶋智人、西山喜久恵（高橋克実は「日曜日だから」休み）
- 品評委員長:勝俣州和
- 審査員:青木さやか、菊川怜、若槻千夏、ビビる大木、蛯原友里、くりぃむしちゅー（有田哲平・上田晋也）、佐藤仁美、荒俣宏

こんなものやんなきゃダメだ!のコーナー
アニメ「ふんばれ!きよしくん」（清水淳司美術センター部長企画）やテレビドラマ「サル刑事」（高橋明美情報制作センター主任企画）などの企画を紹介。また、山中アナのマラソン中に逃走劇中の鶴瓶が乱入するハプニング（という演出）も。
第2ブロックと第3ブロックの2ブロックの4局ずつ、計8局の決戦となったこの日曜朝のトリビアの温泉。第2ブロックは秋田テレビ・鹿児島テレビ・仙台放送・テレビ熊本／第3ブロックはさくらんぼテレビ・北海道文化放送・高知さんさんテレビ・東海テレビのそれぞれの4局決戦の組み合わせとなってBブロックからは1996年の全国フリースロー選手権大会と2000年のFNS選抜局対抗!クイズ選手権大会の二冠制覇の鹿児島テレビが、第3ブロックからは前年・2004年のめちゃイケ期末テスト覇者の高知さんさんテレビがそれぞれ2回戦(準々決勝)進出を決めた。
そして視聴者投票の結果は次の通り。まず第2ブロックはAKTが316,160票、KTSが358,973票、OXが118,255票、TKUが125,475票と4局合わせての第2ブロックの合計投票数は918,863票となり前回の第1ブロックからの総合計投票数の数は実に2,753,116票にも登った。そして次の第3ブロックはSAYが278,720票、UHBが241,290票、KSSが296,959票、THKが181,458票と4局合わせての第3ブロックの合計投票数は998,427票にも登った。第1から第3までの3ブロック・合計12局の総合計投票数は3,751,543票にも登った。
THE WAVE! Episode-6、7（第6話は第2ブロックの終了後に、第7話は第3ブロックの終了直後に放送）
ここで山中アナの人事異動マラソンでチャンスタイム（魚編の漢字・20個の読み）があったが結局、5km罰退された。

### 笑っていいとも!増刊号 生スペシャル
- 司会:森田一義（タモリ）、イワン&ジョン

レギュラー陣やテレフォンアナも全員集合。しかし赤坂のTBSに「逃走中」の鶴瓶と「追跡」中のココリコは出演せず。
山中アナの人事異動マラソンはチャンスタイムに失敗した山中アナが5㎞罰退した所から再スタート。タモリが再スタートのスターターを担当していた。
THE WAVE! Episode-8（テレフォン後）
THE WAVE! Episode-9（いいとも後）

### トリビアの温泉 昼の部 第4-7ブロック
- トリビアプレゼンター:八嶋智人、西山喜久恵
- 品評委員長:関根勤
- 審査員:今田耕司、柴田理恵、若槻千夏、ビビる大木、青木さやか、くりぃむしちゅー（有田哲平・上田晋也）、はしのえみ、荒俣宏

1996年に開催した超夢リンピックの企画「1億2500万人の超夢リンピック 全国フリースロー選手権」を継承する形で放送した。
7局の準々決勝進出が決まったあと品評委員が協議、くりぃむしちゅーが敗退21局の中から準々決勝に進める1局を発表した（準々決勝進出への最後の切符は仙台放送に決まった）組み合わせは第4ブロックがテレビ長崎・1997年王者の福島テレビ・テレビ大分・岩手めんこいテレビ／第5ブロックが沖縄テレビ・2002年王者の新潟総合テレビ・福井テレビ・1995年,1999年,2000年王者のサガテレビ／第6ブロックが岡山放送・山陰中央テレビ・テレビ宮崎・テレビ西日本、そして最後の第7ブロックが1998年,2001年王者の愛媛放送・テレビ静岡・長野放送・フジテレビの以上4ブロック・合計16局の組み合わせとなった。結果は第4ブロックからは1997年の全国フリースロー大会覇者の福島テレビ、第5ブロックからは2002年のハモネプ全国大会覇者の新潟総合テレビ、第6ブロックからはテレビ宮崎、最後の第7ブロックからは長野放送の以上の4局が2回戦(準々決勝)進出を決めた。
特に第6ブロックのOHK・TSK・UMK・TNCの試合はスタジオ票数と視聴者の携帯電話投票にバラツキが生じていた。試合は宮崎が辛くも勝利したものの、その4局の大接戦ぶりに一部の視聴者からは「死の組・死のブロック・死のグループ」と言われ、結果発表時には八嶋・西山アナ共に声を上げていた。
視聴者投票の成績は次の通り。第4ブロックのKTNの701,622票から始まりFTVが745,690票、TOSが341,808票、MITが244,348票となって第4ブロックの合計は2,033,468票となった。第5ブロックのOTVが510,127票、NSTが525,642票、FTBが301,925票、STSが482,246票となって第5ブロックの合計は1,819,940票となった。第6ブロックのOHKが406,862票、TSKが283,564票、UMKが368,780票、TNCが213,806票となって第6ブロックの合計は1,273,012票となった。そして最後の第7ブロックのEBCが390,833票、SUTが373,124票、NBSが422,850票、CXが180,708票となって第7ブロックの合計は1,367,515票となった。
今大会の視聴者投票の総合計投票数の変化は1,834,253票から始まり2,753,116票→3,751,543票→5,785,011票→7,604,951票→8,877,963票と来て最後は1000万票超えを達成、最終視聴者総合計投票数の数は10,245,478票となった。
山中アナの人事異動マラソンでは関東近辺に住んでいるサラリーマンのひできさん40名に加え応援ライブとして西城秀樹が代表曲のヤングマンを引っ提げて応援していた。
鶴瓶中継
裏で放送されていたTBS系「アッコにおまかせ!」の生放送中に鶴瓶が「乱入」。全員正解あたりまえ!クイズのコーナー中で、2局同時に生放送した。
その後は都内の池に逃走して「海猿#テレビドラマ」のメンバーに捕獲された。
こんなのもやんなきゃダメだ!のコーナー
- 進行:高島彩

和田圭解説委員の企画「夫婦ニュース」で和田の妻（当時）である有賀さつきが登場。これを見た今田耕司は「もったいない、セット代金返せ!こんなんに金使うな」とツッコミを入れた。逆に青木さやかは和田夫妻を褒めた。
競馬「第41回函館記念」
出走前の振りを高島彩、配当金発表前の振りを西山喜久恵が担当。後の直前オッズからレース実況、結果までを函館競馬場から吉田雅英が1人で伝えた。
フジテレビの御当地トリビアは、競馬中継が重なり紹介出来なかった。
鶴瓶中継
ニッポン放送のラジオ番組『笑福亭鶴瓶 日曜日のそれ』の生放送と重なってココリコの2人に太刀打ち出来ていなかった。番組終了後にようやく、鶴瓶はフジテレビに戻って来た。

### 真夏の爆笑ヒットパレード
- 司会:内村光良（ウッチャンナンチャン）
- 中継:波田陽区、中村仁美

出身地別に東西に分け、視聴者投票でどちらが良かったか投票する。青木さやか率いる西軍が勝利。
THE WAVE! ダイジェスト
夕方のニュース

### お台場生明石城 流動的万石
- 出演:明石家さんま、佐々木恭子、青木さやか、西山喜久恵、高島彩
- ゲスト:ヒロシ
  - 「マシュマロヘッドパーティー」を生放送。進行は戸部洋子。回答者は劇団ひとり、浅田美代子、矢作兼(おぎやはぎ)、しずちゃん(南海キャンディーズ)、蛭子能収

THE WAVE! Episode-10（パーティー前）
THE WAVE! Episode-11（同後）

### FNSの日アニメ祭り2005
第1部　ちびまる子ちゃん
トリビアは「さくらももことTARAKOの声はそっくり」
THE WAVE! Episode-12（ちびまる子とサザエの中間）
第2部　サザエさん
トリビアは「三谷幸喜はサザエさんの脚本もしていた」。
アニメの3本目には三谷が脚本を担当した『兄思い 妹思い』が再放送された。三谷は翌年に公開する映画「THE 有頂天ホテル」も宣伝した。

### FNSあっついテレビ局決定戦 決勝トーナメント
「トリビアの温泉」で勝ち抜いた7局とくりぃむしちゅーにより選ばれた敗者復活・ワイルドカードの計8局がお台場に集結しノックアウト方式のトーナメント方式で優勝を争った。鶴瓶は「黄金の鶴瓶像」として、前年度にはいていた鉄のパンツをはいて、全身金箔塗りで登場。その後、番組終了までその格好でいた。また、ココリコは2003年度に着用していた水色のスーツ（右胸に「みんなのうた」のロゴ付き）を着てコーナーを進行した。
準々決勝「社長を守れ!サラリーマンドッジボール」
- 出演:笑福亭鶴瓶、西山喜久恵、杉本清(実況)、高島彩、青木さやか、勝俣州和、ココリコ（遠藤章造・田中直樹）

先に自局の社長（副社長）にボールをぶつけられた方の負けと言う特別ルールのドッジボール（それ以外のルールは日本ドッジボール協会に則って行う）。3分経っても両局の社長が残っていた場合は、内野により多く残っていたチームが勝利（同数の場合は、社長同士のジャンケン）。
- - 第1試合・関西テレビ（第1ブロック 勝者）○-×鹿児島テレビ（第2ブロック 勝者）／試合時間・2分12秒
  - 第2試合・高知さんさんテレビ（第3ブロック 勝者）×-○福島テレビ（第4ブロック 勝者）／試合時間・1分19秒
  - 第3試合・新潟総合テレビ（第5ブロック 勝者）×-○テレビ宮崎（第6ブロック 勝者）／試合時間・23秒
  - 第4試合・長野放送（第7ブロック 勝者）○-×仙台放送（ワイルドカード）／試合時間・2分53秒

第2試合は前年のめちゃイケ 全国期末テストで最終結果が優勝と準優勝になった偶然の悪戯が重なったカードとなった（高知さんさんテレビがサマージャンボ秀才王、福島テレビがサマージャンボ秀才女王と言う対決）。
第1試合では試合途中で関西テレビの社員が鹿児島テレビの社員の顔面にボールがクリーンヒットし、およそ1分にわたって試合が中断した。
山中アナの人事マラソンでは昨夜のドッキリに関わった内田恭子、中村仁美、戸部洋子、斉藤舞子が罪滅ぼしの意味で迎えに来てくれた。平井理央はフジテレビ新人アナ披露の準備等がある関係上、不参加となった。
準決勝・決勝戦「社長アームレスリング」
- 出演:笑福亭鶴瓶、西山喜久恵、杉本清（実況）、岡部要一（解説。フジテレビネットワーク局長）、角田信朗（レフェリー）、高島彩、青木さやか、勝俣州和、ココリコ、レニー・ハート（コールMC）

準決勝・決勝は、社長（副社長）が代表となって1対1で戦う腕相撲。
- - 準決勝第1試合・関西テレビ×-○福島テレビ／試合時間・8秒65
  - 準決勝第2試合・テレビ宮崎○-×長野放送／試合時間・4秒
  - 決勝戦・福島テレビ×-○テレビ宮崎／試合時間・3秒70

優勝（あっついテレビ局）はテレビ宮崎（初優勝）。鶴瓶と喜びの抱擁を（半ば強制的に）したため、副社長のスーツに鶴瓶の金粉が付着してしまった。テレビ宮崎では、その金粉が着いたスーツを玄関で一時期展示した他、優勝の舞台裏を自局の『JAGAJAGA天国』で放送した。
鶴瓶とココリコは近くにいたレニー・ハートが突然、大きな声を出した事に吃驚していたという。
THE WAVE! LAST-Episode（FNSあっついテレビ局決定戦・優勝局年間王者決定後）

### グランドフィナーレ
- 出演:笑福亭鶴瓶、西山喜久恵、高島彩、青木さやか、ココリコ（遠藤章造・田中直樹）

当初はとんねるずも出演する企画を予定していたとされる。
山中がマラソンを無事に完走。スタジオに到着した山中を前に牧原俊幸が「以下のクイズに答えられれば人事異動を免除する」と書かれた辞令を読み上げ、「あなたが一番愛する人をフルネームで答えて」と出題。山中は入院中だった母と夫人（免除後にスタジオに花束を持って登場）の名前を言って約束通り人事異動を免除され、山中はそのまま提供読みの立会人を務めた。提供クレジットを読み上げた新人アナウンサーは遠藤玲子、平井理央、宮瀬茉祐子と山中のマラソンの伴走を務めた田淵裕章の男性1人・女性3人。青木さやかも参加して5人で提供読みを行った。
エンディングは鶴瓶によるフジテレビ（前年に自身が「ラジオ・チャリティー・ミュージックソン」のパーソナリティを務めた事からニッポン放送ライブドア問題にも触れた）へのメッセージである。ここで、鶴瓶の一連の行動は全て台本通りの「壮大なコント」であったことが暴露される。この感動のメッセージに青木さやか・高島彩等が号泣した。その後、番組に関わった各セクションのスタッフから鶴瓶への感謝の手紙が一通ずつ読まれ、最後はスタジオに来た当時の社長である村上、港浩一、この番組をもってバラエティー制作の現場から一度離れる番組総合演出の小松純也プロデューサー、島本栄太郎プロデューサーや、監修の片岡飛鳥に対して「社長ありがとう!港ありがとう!小松ありがとう!島本ありがとう!飛鳥ありがとう!」とメッセージを送り、番組は終了。結局、最後まで残していた「大嫌いをやっつけろ!」の鶴瓶の大嫌いな鯖寿司を食うシーンは放送されずに終了した(鶴瓶が鯖アレルギーであることが理由)。この年からはスタジオに集まったスタッフによるカウントダウンで番組を締める事は無くなった（2009年に一度だけ復活）。

## トリビアの温泉で紹介されたFNS各局のご当地トリビア
- 北海道文化放送(第3ブロック)「北海道土産の木彫り熊はオリジナルではなくスイスの民芸品のマネ」
- 岩手めんこいテレビ(第4ブロック)「岩手県には何と18葉ものクローバーがある」
- 秋田テレビ(第2ブロック)「秋田県の北秋田市にある合川中学校の小便小僧の小便の勢いが凄い」
- さくらんぼテレビ(第3ブロック)「山形県には食べられる白いザリガニがいる」
- 仙台放送(第2ブロック)「宮城県には卓球のスマッシュが凄いおじいちゃんがいる」
- 福島テレビ(第4ブロック)「福島県二本松市にある鰻屋さんのオカマ息子のニックネームは『蒲ちゃん』」
- 新潟総合テレビ(第5ブロック)「新潟県には長鳴き鶏よりも長く鳴く長鳴きおじさんがいる」
- フジテレビ(第7ブロック)「東京都庁を設計した丹下健三はフジテレビ本社も設計した」
- 長野放送(第7ブロック)「長野県にはドライブスルーの公衆電話がある」
- テレビ静岡(第7ブロック)「静岡県にはどんな草でも草笛に出来るおじさんがいる」
- 東海テレビ(第3ブロック)「愛知県名古屋市には『嫁入りトラックは絶対にバックしない』と言う風習がある」
- 富山テレビ(第1ブロック)「富山県新湊市には『コメタキコ』と言う名前の人がいる」
- 石川テレビ(第1ブロック)「星稜高校では松井秀喜の場外ホームランが多い為に周辺に損害保険を賭けていた」
- 福井テレビ(第5ブロック)「福井県には火を点けると大きくなる石がある」
- 関西テレビ(第1ブロック)「関西テレビの桑原征平アナウンサーは虎に襲われたことがある」
- 山陰中央テレビ(第6ブロック)「島根県松江市にはサメの姿造りが食べられるお店がある」
- 岡山放送(第6ブロック)「岡山県笠岡市にあるカブトガニ博物館ではカブトガニの脱皮を見る事が出来る」
- テレビ新広島(第1ブロック)「CHEMISTRYの堂珍嘉邦は昔、テレビ新広島でADをしていた」
- 愛媛放送(第7ブロック)「愛媛県大三島にはたった1人で相撲を取る男がいる」
- 高知さんさんテレビ(第3ブロック)「高知県には巨大ミミズがいる」
- テレビ西日本(第6ブロック)「パンチパーマは福岡県で発祥・誕生した」
- サガテレビ(第5ブロック)「佐賀県には生きた生鮒を頭から食べる祭りがある」
- テレビ長崎(第4ブロック)「長崎県には交通整理するダース・ベイダーがいる」
- テレビ大分(第4ブロック)「大分県には従業員全員がマジックの出来るホテルがある」
- テレビくまもと(第2ブロック)「熊本県には海から出現する『おっぱい岩』がある」
- テレビ宮崎(第6ブロック)「宮崎県には日本最高齢のドライバーがいる」
- 鹿児島テレビ(第2ブロック)「奄美大島のタクシーはお客様を乗せていてもハブを見つけたら停めて捕まえる」
- 沖縄テレビ(第5ブロック)「沖縄県西表島には巨大な枝豆が生えている」

## スタッフ
[FNSの日 実行委員会]
- - 実行委員長：森洋一
  - 副委員長：鈴木克明
  - ネットワーク部：岡部要一、藤原和弥、瀬田裕幸
  - 編成部：荒井昭博、八木祐子、立松嗣章、浜野貴敏、高瀬敦也
  - 営業推進部：吉田三郎、島秀暢、中尾歩
  - 広報部：谷川有季、加地綾子、小中ももこ
  - 広告宣伝部：大坪妙子、鈴木文太郎
  - デジタルコンテンツ：沼辺国夫、麻生勝利、室岡尚哉
  - モバイルコンテンツ：鈴木修太、野村和生
  - 施設管理部：池田正夫
  - 防災センター：林田正
- 構成：海老克哉・安達元一、石井裕之、板坂尚、伊東雅司、伊藤正宏、江戸川ダビ夫、遠藤みちスケ、おいかわひろかず、オークラ、小笠原英樹、興津豪乃、小野高義、元祖爆笑王、北本かつら、倉本美津留、酒井健作、坂田康子、鈴木工務店、すますますずき、たちばなひとなり、田中健一、田中到、なかじまはじめ、野村正樹、堀雅人、町田裕章、松井洋介、御影屋聖、三木聡、道蔦岳史、矢野了平、山内正之、吉野宏、渡辺鐘、渡辺・プロ
- ブレーン：星野淳一郎

〈フジテレビ技術〉
- - 技術プロデュース：塩津英史
  - TD・SW：河西純、高瀬義美、勝村信之、菅野恒雄、竹内弘佳、甲斐匡、先崎聡
  - カメラ：遠山康之、宮崎健司、田宮長昭、小林知司
  - 映像：小川栄治、斉藤雄一、小幡茂樹、川崎淳、松沢勝己
  - 音声：竹下博英、片山勇、斉藤哲史、左口満寿
  - 照明：小林敦洋、橘高文枝
  - 音響：松田勝治、溝口賢蔵、吉竹新
  - 回線：工藤晃義、和泉正憲
  - 放送部：伊藤正史、江藤秀一

〈都内中継〉
- - TD：斉藤浩太郎、川島徳之、高橋昭、槇俊哉、上藪直志
  - SW：石田智男、障子川雅則、伊澤明男
  - カメラ：武田篤、木藤崇、樋地秀雄、辻稔
  - 空撮：福地洋、真崎晋哉
  - 映像：佐川幸栄、小幡一網、竹林伸
  - 照明：小出手正夫、合野明、吉川知孝 
    - フジテレビオール技術スタッフ

〈フジテレビ美術〉
- - 美術プロデューサー：行武直高、三竹寛典
  - デザイン：棈木陽次、山本修身、桐山三千代、竹中健
  - 美術進行：内山高太郎、村瀬大、伊藤則緒、古賀飛、中村秀美、堀部信行、鈴木真吾、塚平淳司
  - CG：新井清志、冨士川祐輔、鈴木鉄平
  - 大道具：豊田哲夫、吉野雅則、三谷陽介、浅見大
  - アートフレーム：菅沼和海、石井智之
  - 装飾：岡田寿也
  - 持道具：成田千絵
  - 衣裳：山田斉
  - メイク：佐藤恭子
  - かつら：清水聖恵
  - 視覚効果：中溝雅彦
  - 電飾：林将大、田中信太郎、安部和人
  - アクリル装飾：織田秀幸、斉藤祐介、児玉希生、関口和彦
  - 生花装飾：荒川直史
  - 植木装飾：佐川忠由
  - 特殊装置：日下信二
  - 特殊美術：横山公一 
    - フジテレビオール美術スタッフ
- 技術協力：ニューテレス、八峯テレビ、共同テレビ、FLT、共立、サンフォニックス、田中電設工業、明光セレクト、K&L、テクト、ゼキル、プロジェクト80、バンセイ、Fadex、IMAGICA、ケネックジャパン、マルチバックス、orb、3×7、OKK、SAVAN、J-WORKS、デジタルサーカス、4-Legs
- 協力：国土交通省、陸上自衛隊、在日米軍司令部、荒川下流河川事務所、東京都観光汽船株式会社、ヤマト卓球株式会社、TBSテレビ
- 制作協力：D:COMPLEX、BEE BRAIN、日本テレワーク、FCC、ウイッシュカンパニー、メディア・バスターズ、THE WORKS、Do Campany、Dream Stage Entertainment、コラボレーション、TVBOX、オン・エアー、ハーフトーンミュージック
- タイムキーパー：楮本眞澄、竹野幸子、松下絵里、斉藤裕里、石井成子、江野澤郁子、山口美香、石原由季、菅原洋子、槇加奈子、平井冴子、平野美紀子、山口奈保美、高木美紀、水越理恵、海老澤廉子、後藤広子、山田香織、杉本茜、岡田恵子
- デスク：林田直子、佐々木千代、森次千香子、堂下理絵、小林琴美、田中優子、弦牧和子、三浦理沙、元吉里枝、齋藤真理子
- フジテレビディレクター：飯村徹郎、池田よしひろ、石武士、石井裕之、磯貝明徳、稲村健、印田弘幸、奥村達哉、明松功、金子傑、北村要、木村剛、小藤浩一、後藤隆一郎、斎藤直史、佐々木敦規、塩谷亮、清水泰貴、城間康男、谷口大二、武島義之、出口敬生、戸渡和孝、中村肇、永田修一、長山孝太郎、萩森豪、長谷川雅宏、早川和孝、原武範、萬匠祐基、藤沼聡、本間学、松本泰治、三浦淳、宮崎鉄平、山形龍司、山下浩一、山崎典昭、山本布美江、吉川修、和田実
- フジテレビプロデューサー：朝倉千代子、朝妻一、五十嵐英次、伊秩実、内田智子、岡村泰雄、小沢英治、小野謙吾、加藤浩之、古賀憲一、菅野貴志、窪田正利、黒木彰一、後藤優、佐々木将、堤康一、坪井貴史、西雅史、村社淳、森山俊輔、矢延隆生
- 総合プロデューサー：坪田譲治、神原孝、関卓也、宮道治朗、高橋正秀、中嶋優一
  - フジテレビオールスタッフ
- 監修：片岡飛鳥
- 制作統括：港浩一、吉田正樹、西山仁紫、水口昌彦
- 総合演出：小松純也
- 制作著作：フジテレビ/フジネットワーク28社